# Jon Wright (Filmregisseur)

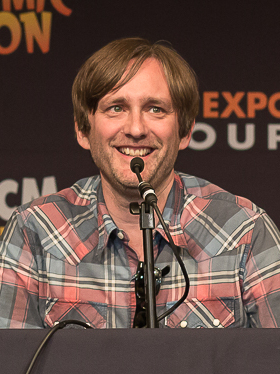
Jon Wright (2015)

Jon Wright (* 2. März 1971 in Belfast) ist ein nordirischer Filmregisseur und Drehbuchautor, der durch Kinofilme wie Tormented, Grabbers oder Robot Overlords – Herrschaft der Maschinen international bekannt wurde.

## Leben und Karriere
Jon Wright, geboren 1971 im nordirischen Belfast, ist seit dem Jahr 1999 im Filmgeschäft als Regisseur und Drehbuchautor tätig, am Anfang noch für Kurzfilme wie The Routine, The Librarian’s Dream oder Fancy Dress, seit 2009 auch für die große Leinwand.
2009 inszenierte Wright mit Tormented einen Horrorfilm mit Alex Pettyfer, April Pearson und Dimitri Leonidas in den Hauptrollen, der beim Neuchâtel International Fantastic Film Festival (NIFFF) eine Narcisse-Award-Nominierung für den Besten Film erhielt. 2012 drehte er die preisgekrönte Horrorkomödie Grabbers in der Besetzung Richard Coyle, Ruth Bradley und Russell Tovey, bei dem er zum zweiten Mal nach Tormented mit dem Kameramann Trevor Forrest zusammenarbeitete. Jon Wright gewann für seine Regie unter anderem dem Publikumspreis des NIFFF und den Strasbourg International Film Festival Festival Audience Prize. Des Weiteren war er beim Sitges Festival Internacional de Cinema Fantàstic de Catalunya als Regisseur für den Besten Film nominiert.
Wrights dritter Spielfilm, der Science-Fiction-Film Robot Overlords – Herrschaft der Maschinen mit Gillian Anderson und Ben Kingsley in den Hauptrollen hatte am 18. Oktober 2014 in Großbritannien auf dem London Film Festival Premiere.

## Auszeichnungen
- 2009: NIFFF – Narcisse-Award-Nominierung für den Besten Film Tormented
- 2012: NIFFF – Narcisse-Award-Nominierung für den Besten Film Grabbers
- 2012: NIFFF – Audience Award für Regisseur Jon Wright
- 2012: NIFFF – Titra Film Award für Regisseur Jon Wright
- 2012: Sitges Festival Internacional de Cinema Fantàstic de Catalunya – Nominierung für den besten Film von Jon Wright
- 2012: Strasbourg International Film Festival Festival Audience Prize für Regisseur Jon Wright

## Filmografie
Als Regisseur
- 1999: The Routine (Kurzfilm)
- 2001: The Librarian’s Dream (Kurzfilm)
- 2001: Fancy Dress (Kurzfilm)
- 2009: Tormented
- 2012: Grabbers
- 2014: Robot Overlords – Herrschaft der Maschinen (Robot Overlords)
- 2016: Ordinary Lies (Fernsehserie, 3 Episoden)
- 2017: The Good Karma Hospital (Fernsehserie, 2 Episoden)
- 2017: Eine Frau an der Front (Our Girl, Fernsehserie, 2 Episoden)
- 2019–2020: Brassic (Fernsehserie, 6 Episoden)
- 2022: Goblins – Tödliche Biester (Unwelcome)

Als Drehbuchautor
- 1999: The Routine (Kurzfilm)
- 2001: The Librarian’s Dream (Kurzfilm)
- 2001: Fancy Dress (Kurzfilm)
- 2008: Beyond the Rave